# John Michael Quinn
John Michael Quinn (Detroit, 17 dicembre 1945) è un vescovo cattolico statunitense, dal 2 giugno 2022 vescovo emerito di Winona-Rochester.

## Biografia
John Michael Quinn è nato Detroit, nel Michigan, il 17 dicembre 1945 ed è l'ultimo dei tre figli di George e Mary Quinn. Suo fratello George, è deceduto. Sua sorella, Patricia Hays, vive a Grosse Pointe Farms. Patricia e il suo defunto marito, Bob, hanno avuto tre figli: Barbara, Susan Marrs e Jeffrey.

### Formazione ministero sacerdotale
Ha frequentato la Our Lady of Good Counsel Elementary School e la St. Anthony High School a Detroit.
Ha studiato filosofia presso il seminario "Sacro Cuore" di Detroit e teologia presso il seminario provinciale "San Giovanni" di Plymouth.
Il 17 marzo 1972 è stato ordinato presbitero per l'arcidiocesi di Detroit nella chiesa parrocchiale di San Raimondo a Detroit, dove aveva prestato servizio come diacono, da monsignor Walter Joseph Schoenherr, vescovo ausiliare di Detroit. In seguito è stato vicario parrocchiale in varie parrocchie dal 1972 al 1977. Nel 1977 è stato inviato a Washington per studi. Ha conseguito i Master of Arts in studi religiosi e in teologia sistematica presso l'Università Cattolica d'America. Tornato in diocesi è stato direttore arcidiocesano aggiunto nel dipartimento dell'educazione per la giustizia e la pace dal 1985 al 1986; direttore arcidiocesano aggiunto per l'educazione religiosa dal 1986 al 1990; parroco della parrocchia di San Luca a Detroit dal 1982 al 1996 e direttore del dipartimento per l'istruzione dal luglio del 1990 al luglio del 2003.
È stato anche delegato dell'arcivescovo presso il seminario "Sacro Cuore" di Detroit e presso lo stesso professore di antropologia cristiana e teologia trinitaria e direttore spirituale aggiunto.
Il 26 marzo 1990 è stato nominato prelato d'onore di Sua Santità.

### Ministero episcopale
Il 7 luglio 2003 papa Giovanni Paolo II lo ha nominato vescovo ausiliare di Detroit e titolare di Ressiana. Ha ricevuto l'ordinazione episcopale il 12 agosto successivo nella cattedrale del Santissimo Sacramento a Detroit dal cardinale Adam Joseph Maida, arcivescovo metropolita di Detroit, co-consacranti il cardinale Edmund Casimir Szoka, presidente del Governatorato dello Stato della Città del Vaticano e della Pontificia commissione per lo Stato della Città del Vaticano, e il già vescovo ausiliare di Detroit Walter Joseph Schoenherr.
Il 15 ottobre 2008 papa Benedetto XVI lo ha nominato vescovo coadiutore di Winona. L'11 dicembre successivo è stato accolto in diocesi con una cerimonia nella cattedrale del Sacro Cuore di Gesù a Winona. Il 7 maggio 2009 è succeduto alla medesima sede.
Il 23 gennaio 2018 la diocesi ha assunto il nome attuale in forza del decreto In dioecesi Vinonaënsi della Congregazione per i vescovi e la chiesa di San Giovanni Evangelista di Rochester è divenuta concattedrale.
Nel marzo del 2012 e nel gennaio del 2020 ha compiuto la visita ad limina.
In seno alla Conferenza dei vescovi cattolici degli Stati Uniti è membro del comitato per l'educazione cattolica e del gruppo di lavoro sull'istruzione superiore cattolica. In precedenza è stato membro del comitato per i cattolici afro-americani.
È anche moderatore della Blessed Adolph Kolping Society; membro del consiglio di fondazione di Catholic Charities of Southern Minnesota, della St. Catherine of Siena Academy di Wixom e del seminario "Sacro Cuore" di Detroit, cappellano dell'Ordine equestre del Santo Sepolcro di Gerusalemme e membro dell'Ordine Internazionale dell'Alhambra.
Il 27 agosto 2012 la Saint Mary's University gli ha conferito il dottorato honoris causa in educazione.
Il 2 giugno 2022 papa Francesco ha accolto la sua rinuncia al governo pastorale della diocesi per raggiunti limiti d'età.

## Genealogia episcopale
La genealogia episcopale è:
- Cardinale Scipione Rebiba
- Cardinale Giulio Antonio Santori
- Cardinale Girolamo Bernerio, O.P.
- Arcivescovo Galeazzo Sanvitale
- Cardinale Ludovico Ludovisi
- Cardinale Luigi Caetani
- Cardinale Ulderico Carpegna
- Cardinale Paluzzo Paluzzi Altieri degli Albertoni
- Papa Benedetto XIII
- Papa Benedetto XIV
- Papa Clemente XIII
- Cardinale Marcantonio Colonna
- Cardinale Giacinto Sigismondo Gerdil
- Cardinale Giulio Maria della Somaglia
- Cardinale Carlo Odescalchi, S.I.
- Cardinale Costantino Patrizi Naro
- Cardinale Lucido Maria Parocchi
- Papa Pio X
- Cardinale Gaetano De Lai
- Cardinale Raffaele Carlo Rossi, O.C.D.
- Cardinale Amleto Giovanni Cicognani
- Cardinale Pio Laghi
- Cardinale Adam Joseph Maida
- Vescovo John Michael Quinn

## Araldica
| Stemma | Titolare                                       | Descrizione |
|        | John Michael Quinn Vescovo di Winona-Rochester | Partito: al primo di rosso, alla croce d'argento, sul tutto caricato sul cuore da una losanga d'azzurro, ricaricata da una rosa d'argento; al secondo trinciato d'azzurro e di verde, caricato in capo dell'aquila d'oro al volo abbassato, nimbata, afferrante con l'artiglio sinistro un serpente dello stesso e in punta da un libro aperto del medesimo ricaricato da un trifoglio di verde; alla banda ondata d'argento alla gemella ondata d'azzurro, attraversante sulla trinciatura. Ornamenti esteriori da vescovo. Motto: Rejoice in hope. |